# Ephrata (Washington)
Ephrata az Amerikai Egyesült Államok északnyugati részén, Washington állam Grant megyéjében elhelyezkedő város, a megye székhelye. A 2010. évi népszámlálási adatok alapján 7664 lakosa van.
A városban két általános iskola (Columbia Ridge és Grant Elementary School), két középiskola (Parkway School és Ephrata Middle School), egy gimnázium (Ephrata High School), egy alternatív gimnázium (Sage Hills High School) és két magániskola (New Life Christian School és St. Rose of Lima Catholic School) működik.
A településtől négy kilométerre délkeletre található az Ephratai városi repülőtér, emellett Ephrata állomáson az Amtrak vonataira lehet felszállni.

## Történet
A korábban Beezley Springs néven ismert település első lakosa az 1886-ban itt letelepedő Frank Beezley volt. A kedvezőtlen éghajlat miatt a régió lakosságszáma alacsony volt; ezen szövetségi szabályozással próbáltak segíteni. Az 1900-as évek elején a North Bend és a Columbia folyó közti terület egésze Douglas megyéhez tartozott, azonban 1909-ben a washingtoni törvényhozás létrehozta Grant megyét. Ephrata 1909. június 21-én kapott városi rangot, és egyben az új megye székhelyévé jelölték ki. A helység névadója valószínűleg a Great Northern Railway vasútvonalán dolgozó egyik munkás neve, emellett egykor Betlehem városát Efratának hívták.
A huszadik század elején a régióban magas volt a vadlovak populációja; Ephrata gazdasága a velük való kereskedelmen alapult. Később a mezőgazdasághoz szükséges vízhálózat kiépültéig a helyiek marha- és juhtenyésztéssel foglalkoztak.
1918 júliusában a helyiek a száraz, de termékeny talaj művelhetősége érdekében kezdeményezték a Columbia folyó elterelését. A Franklin D. Roosevelt által kihirdetett New Deal keretében ugyan megvalósult volna a projekt, azonban a második világháborúban a Grand Coulee-gát az alumíniumgyártáshoz szükséges energiát biztosította. A háború befejeződésével folytatódott a kivitelezés.
1939-ben a közeli repülőtéren megépült az állam egyik leghosszabb futópályája, amely a Steven Spielberg által rendezett Örökké című film egyik helyszíne. A 2003-ban Craig Sorger megölésével vádolt Evan Savoie és Jake Eakin voltak az állam történetének legfiatalabb gyanúsítottjai, akiket a felnőttekre vonatkozó szabályok szerint ítéltek el.
Ugyan az 1940-es és 1960-as évek között a népesség a gátépítés és a katonák jelenléte miatt jelentősen növekedett, 1975-ig jelentősen csökkent.

## Éghajlat
A város éghajlata félsivatagi sztyeppe (a Köppen-skála szerint BSk).
| Hónap                         | Jan.  | Feb.  | Már.  | Ápr. | Máj. | Jún. | Júl. | Aug. | Szep. | Okt.  | Nov.  | Dec.  | Év    |
| ----------------------------- | ----- | ----- | ----- | ---- | ---- | ---- | ---- | ---- | ----- | ----- | ----- | ----- | ----- |
| Rekord max. hőmérséklet (°C)  | 16,1  | 17,8  | 23,9  | 34,4 | 38,3 | 42,8 | 42,8 | 46,1 | 41,1  | 31,1  | 22,2  | 17,2  | 46,1  |
| Átlagos max. hőmérséklet (°C) | 1,7   | 6,1   | 12,2  | 17,2 | 22,2 | 26,7 | 31,1 | 30,6 | 25,6  | 16,7  | 7,2   | 0,6   | 16,5  |
| Átlagos min. hőmérséklet (°C) | −5,6  | −3,3  | 0,0   | 3,3  | 7,8  | 12,2 | 15,6 | 15,0 | 10,0  | 3,9   | −1,7  | −6,1  | 4,3   |
| Rekord min. hőmérséklet (°C)  | −30,0 | −31,1 | −16,7 | −6,1 | −1,7 | 0,6  | 4,4  | 2,2  | −2,2  | −13,3 | −25,6 | −29,4 | −31,1 |
| Átl. csapadékmennyiség (mm)   | 23    | 20    | 17    | 12   | 17   | 15   | 10   | 5    | 9     | 13    | 27    | 32    | 200   |
| Forrás: The Weather Channel   |       |       |       |      |      |      |      |      |       |       |       |       |       |

## Népesség
A 2010-es népszámláláskor a városnak 7664 lakója, 2856 háztartása és 1915 családja volt. A népsűrűség 283,6 fő/km2. A lakóegységek száma 3086, sűrűségük 114,2 db/km2. A lakosok 84,1%-a fehér, 0,8%-a afroamerikai, 1,1%-a indián, 1,3%-a ázsiai, 0,1%-a a Csendes-óceáni szigetekről származik, 9,5%-a egyéb, 3,1%-a pedig kettő vagy több etnikumú. A spanyol vagy latino származásúak aránya 16,7% (   )
A háztartások 36,1%-ában élt 18 évnél fiatalabb. 49,6% házas, 12,6% egyedülálló nő, 4,8% egyedülálló férfi, 32,9% pedig nem család. 28,7% egyedül élt; 12,7%-uk 65 éves vagy idősebb. Egy háztartásban átlagosan 2,57 személy élt; a családok átlagmérete 3,14 fő.
A medián életkor 34,7 év volt. A város lakóinak 27,4%-a 18 évesnél fiatalabb, 9,4% 18 és 24 év közötti, 25%-uk 25 és 44 év közötti, 23,6%-uk 45 és 64 év közötti, 14,6%-uk pedig 65 éves vagy idősebb. A lakosok 49,7%-a férfi, 50,3%-a pedig nő.

## Nevezetes személyek
- Baxter Ward – televíziós hírolvasó[25]
- Bobby Rich – rádiós műsorvezető[26]
- Craig Sorger – egy 2003-as gyilkosság áldozata[27]
- Gavin Seim – politikai aktivista[28]
- Jim Wickwire – hegymászó és ügyvéd[29]
- Ken Dow – amerikaifutball-játékos[30]
- Shane Johnson – színész[31]
- Robert K. Preston – a légierő pilótajelöltje, 1974-ben a védelmet kijátszva Fehér Ház mellett landolt[32]
- Thomas Jesse Drumheller – ügyvéd és juhtenyésztő[33]

## Fordítás
Ez a szócikk részben vagy egészben  az   Ephrata, Washington című angol Wikipédia-szócikk ezen változatának fordításán alapul.  Az eredeti cikk szerkesztőit annak laptörténete sorolja fel. Ez a jelzés csupán a megfogalmazás eredetét és a szerzői jogokat jelzi, nem szolgál a cikkben szereplő információk forrásmegjelöléseként.